# Corneli János
Corneli János görögkatolikus prépostról itt lehet olvasni.
Corneli János, Kornelli, Kornéli (Nagykapos vagy Kopcsány, 1686. december 24. – Kassa, 1748. november 19.) jezsuita rendi szerzetes, történetíró, tanár.

## Élete
Szakolcai, nyitra megyei származású. Nagyszombatban hallgatta a bölcseletet. 1702-ben a humaniórakat tanította, 1725-ben a polemikát adta elő Nagyszombatban. Tagja volt a nagyszombati, a komáromi és a kassai rendházaknak. Műveiben a 17. századot kutatta és vitázott a korai felvilágosodás külföldi képviselőivel.

## Művei

### Teológiai munkák
- Oliva pacis, seu theologia catholica, indifferentem, et alium quemvis errantem ad unicam fidem salvificam deducens, I-II, Claudiopoli, 1732
- Opusculum polemicum contra indifferentismum Puffendorfii, Cassoviae, 1735
- Dialectica seu introductio in severiores disciplinas, Cassoviae, 1744

### Történeti munkák
- Panegyrici praelatorum et magnatum Hungariae, qui saeculo XVII. pro fide Dei et regis vitam terminarunt, Tyrnaviae, 1718
- Decennium Georgij Széchenyi, metropolitae Strigoniensis, Tyrnaviae, 1721
- Quinque lustra Georgii Lippai de Zombor, archi-episcopi Strigoniensis, Tyrnaviae, 1722
- De familia Czobor ac rebus ab ea gestis,  Tyrnaviae, 1722

### Fragmenta ungaricae historiae / Res gestae in Ungaria
Magyarország 1663 és 1679 közötti történetét feldolgozó munkái, amelyek kisméretű (16°) kiadásokban, a végzős diákok ajándékkönyveként vagy libellus gradualisként jelentek meg.
- Fragmenta ungaricae historiae [I:] ad annum Christi 1663. – [II:] ab anno Christi 1663, Cassoviae, 1738–1739
- Res gestae in Ungaria annis 1667 & quinque sequentibus [1667–1772], Cassoviae, 1740
- Fragmenta ungaricae historiae ad annum Christi 1667. et sequentes: Wesselenianam conjurationem, conjuratorum supplicia, conjurationis instaurationem, et religionis incrementa complectens, Cassoviae, 1741; 2. kiad. Cassoviae, 1746
- Res gestae in Ungaria ab anno Christi 1673. usque ad annum 1678, Tyrnaviae, 1742
- Fragmenta ungaricae historiae ad annum Christi 1678. & sequentes [1678–1679]:  Prosecutionem belli civilis auspiciis Emerici Tökölii et alias res gestas complexa, Cassoviae, 1743 MTAK